# Apiocera omniflava
Apiocera omniflava är en tvåvingeart som beskrevs av Paramonov 1953. Apiocera omniflava ingår i släktet Apiocera och familjen Apioceridae. Inga underarter finns listade i Catalogue of Life.